# Чернявский, Степан Иванович
Степан Иванович Чернявский (1804/1805—1868) — русский кораблестроитель XIX века, построил около 50 парусных и парусно-винтовых кораблей, фрегатов и других военных судов, курировал проектирование и постройку первых броненосцев Российского императорского флота, председатель кораблестроительного технического комитета и член Морского учёного комитета Морского ведомства, генерал-лейтенант.

## Биография
Степан Иванович Чернявский родился 25 декабря 1804 (6 января 1805) года в Херсонской губернии, в унтер-офицерской семье.
Службу начал юнгой Черноморского флота 6 августа 1813 года. С 1814 по 1819 годы учился в Севастопольском флотском училище; 23 января 1820 года был определён в Черноморское штурманское училище, из которого был выпущен в 1825 году. В декабре 1826 года, по решению командующего Черноморским флотом адмирала А. С. Грейга, Чернявский вместе с другими молодыми флотскими офицерами, специально отобранными для продолжения обучения и изучения кораблестроительного мастерства, был командирован в Англию; 6 января 1827 года был произведён в штурманские помощники унтер-офицерского ранга, 23 сентября того же года переименован в прапорщики Корпуса флотских штурманов. 18 апреля 1828 года Чернявский был переведён в Корпус корабельных инженеров в том же чине, 31 декабря 1831 года — произведён в подпоручики.

### В Севастопольском адмиралтействе (1832—1836)

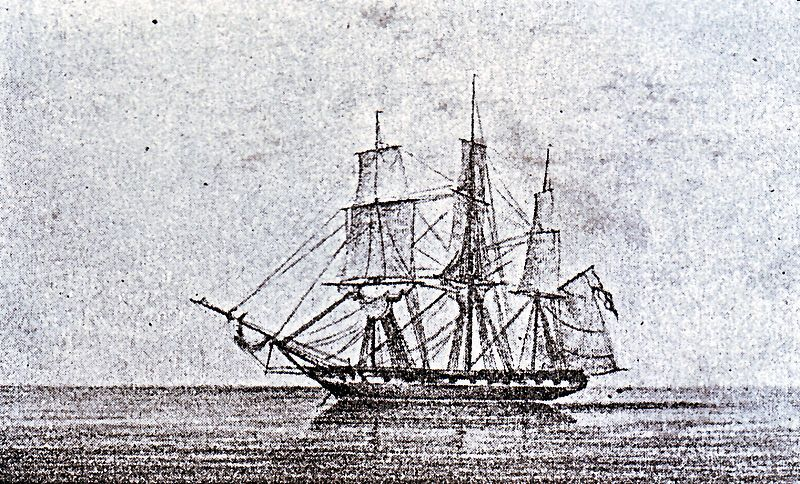
Фрегат «Браилов». Рисунок В. А. Прохорова

В 1832 году, после возвращения из Англии, подпоручик С. И. Чернявский был направлен в Севастопольское адмиралтейство, где занимался мачтовой и шлюпочной работой, достройкой и ремонтом различных судов. Руководил модернизацией бригантины «Елизавета», парохода «Громоносец», корвета «Пендераклия», тимберовал бриг «Меркурий», исправлял фрегат «Бургас» и килевал корвет «Ифигения».
В конце лета 1832 года С. И. Чернявский в Севастопольском адмиралтействе приступил к самостоятельной постройке кораблей. 9 августа он заложил тендеры «Быстрый» и «Скорый». Оба тендера были построены и 28 мая 1833 года спущены на воду. 26 сентября 1833 года за отличие произведён в поручики. В 1834 году был командирован в Николаевское адмиралтейство, где достраивал первый на Чёрном море 120-пушечный корабль «Варшава», спроектированный А. С. Грейгом и построенный И. Я. Осмининым. В 1835 году С. И. Чернявский вернулся в Севастополь, строил грузовой бот и ремонтировал различные суда. 14 февраля 1835 года заложил 44-пушечный фрегат «Браилов», который был спущен на воду 6 октября 1836 года. За постройку фрегата награждён орденом Святого Станислава 3 степени. Полностью завершить постройку корабля лично Чернявскому не удалось, так как решением командования флота корабел был направлен в Николаевское адмиралтейство.

### В Николаевском адмиралтействе (1836—1852)

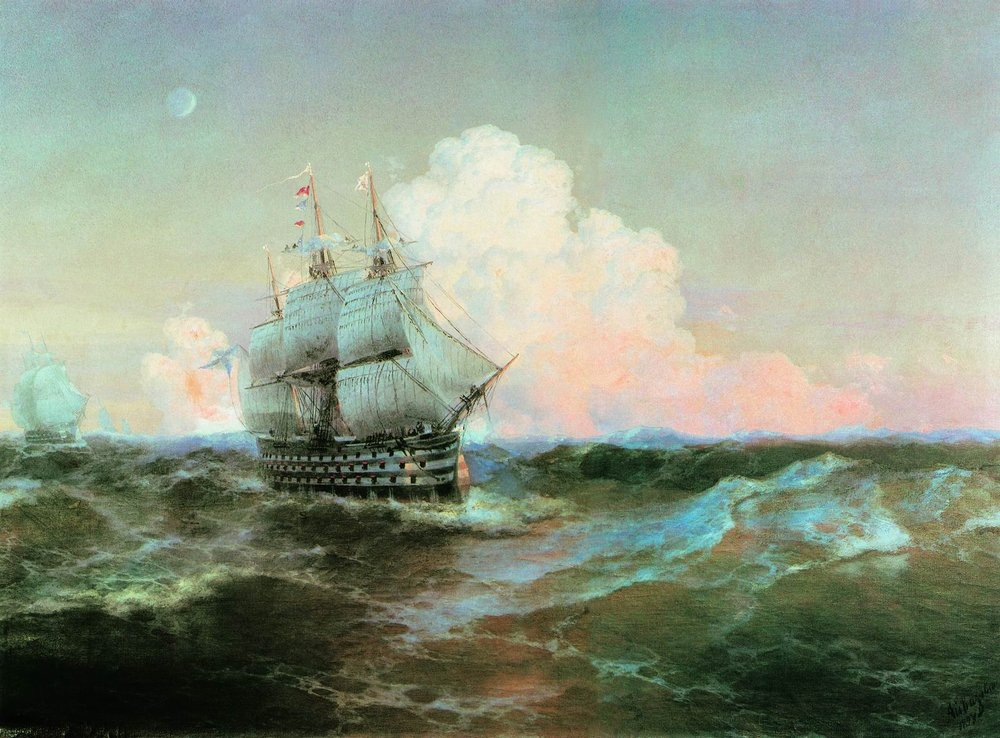
Корабль «Двенадцать апостолов». Картина И. К. Айвазовского

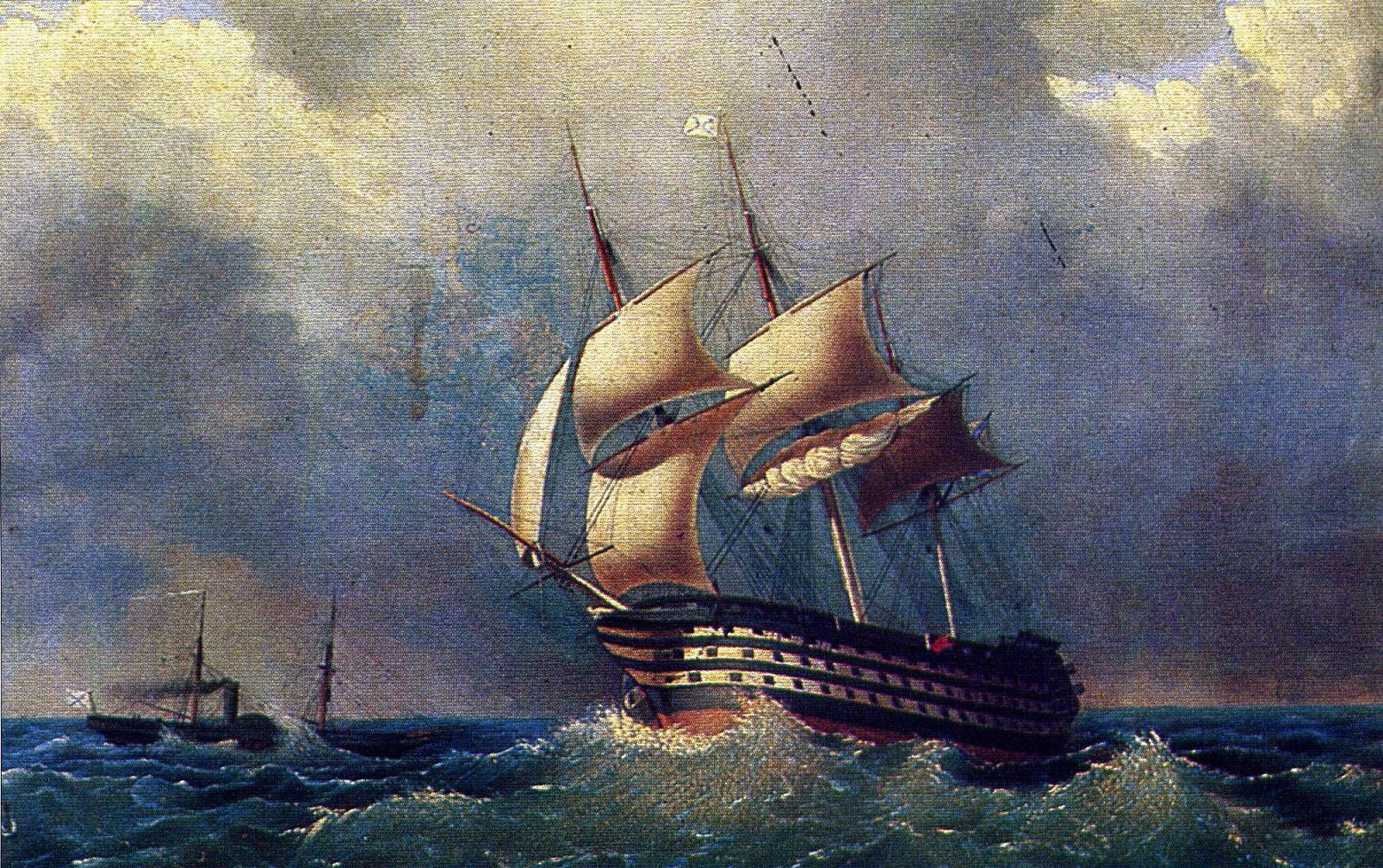
120-пушечный корабль «Париж». Картина И. К. Айвазовского

2 ноября 1836 года С. И. Чернявский был произведён в штабс-капитаны. Прибыв в Николаев занимался проектированием и постройкой кораблей различных классов. В Николаевском адмиралтействе за 17 лет работы корабел построил:
 — три 120-пушечных парусных линейных корабля I ранга: «Двенадцать апостолов» (1838—1841) в Главном адмиралтействе Николаева, «Париж» (1847—1849) и «Великий князь Константин» (1850—1852) в Спасском адмиралтействе Николаева. При строительстве головного 120-пушечного линейного корабля I ранга: «Двенадцать апостолов» впервые в российском кораблестроении применил систему крепления трюма У. Саймондса;
 — два 84-пушечных линейных корабля «Трёх Иерархов» (1836—1838), «Храбрый» (1841—1847);
 — 60-пушечный фрегат «Месемврия» (1838—1840);
 — парусную шхуну «Ласточка» (1837—1838);
 — бриг «Эндимион»;
 — девятнадцать канонерских лодок;
 — транспорты «Лиман», «Рымник», «Днестр».
2 ноября 1838 года Чернявский был произведён в капитаны Корпуса корабельных инженеров. В период работы в Николаевском Адмиралтействе С. И. Чернявский не только самостоятельно строил корабли, но и наблюдал за постройкой различных судов другими мастерами, заведовал коллекцией чертежей и библиотекой по кораблестроению. В 1843 году был командирован в Англию для сбора сведений по усовершенствованию кораблестроения. 6 декабря 1847 года произведён в подполковники.
15 октября 1852 года С. И. Чернявский в эллинге Николаевского адмиралтейства приступил к строительству первого винтового парового 131-пушечного корабля Черноморского флота «Босфор» (переименован в «Синоп»). Опыта постройки таких кораблей не было, и с 1852 по 1853 год Чернявского командировали в Англию и Францию для ознакомления с организацией и техникой постройки железных винтовых судов. Возвратившись из командировки Чернявский доработал чертежи «Босфора». Строительство корабля продолжил строитель А. С. Акимов и спустил его на воду в 1859 году.

### В Санкт-Петербурге (1855—1869)
3 августа 1855 года подполковник С. И. Чернявский был откомандирован в Санкт-Петербург для постройки 125-пушечного корабля «Император Николай I» и 10 броненосных плавучих батарей. Одновременно он был назначен членом Морского учёного комитета. В январе 1856 года был пожалован в чин полковника и назначен членом Комитета по реконструкции Охтенской верфи. В том же году Высочайшим указом назначен председателем кораблестроительного и технического комитета. В 1857 году назначен членом Комитета по изучению лесов Царства Польского.
18 мая 1860 года произведён в чин генерал-майора. Автор проекта броненосного крейсера «Князь Пожарский» (построен в 1864—1869 гг.). С 1864 года Чернявский, являясь членом Технического комитета Главного инженерного управления, занимался вопросами подводного плавания и возглавлял разработку первых программ кораблестроения на период перехода к железным броненосным судам, обеспечивал проектирование и постройку первых железных броненосцев типа «Первенец» и «Не тронь меня». Спроектировал новый вариант мелкосидящих плавучих батарей с нарезными орудиями, предназначенных для обороны Керченского пролива.
Под председательством генерал-майора С. И. Чернявского был доработан проект английской фирмы «Митчел и К°» для строительства русских двухбашенных броненосных лодок «Русалка» и «Чародейка». В 1865 году Чернявского назначили председателем кораблестроительного технического комитета и членом Морского учёного комитета. Одновременно он стал главным контролёром всех новых проектов броненосцев. 1 января 1868 года Чернявского произвели в звание генерал-лейтенанта.
Скончался 6 (18) июля 1868 года.
Был женат на Чернявской Марии Ивановне (урожд. Уптон), дочери военного архитектора Джона Уптона. 

## Награды
- Орден Святого Станислава 3-й степени (1835);
- Орден Святой Анны 2-й степени (1838);
- Орден Святого Станислава 2-й степени (1844);
- Орден Святого Владимира 3-й степени (1858);
- Орден Святого Станислава 1-й степени (1863);
- Орден Святой Анны 1-й степени (1865; императорская корона к ордену — 1866)[1].